# Clint Lorance
Clint Allen Lorance (Hobart, Oklahoma, 13 de diciembre de 1984) es un exagente del Ejército de Estados Unidos.  Mientras servía como primer lugarteniente en la Guerra en Afganistán con la 4.º Brigada de combate de la de la 82.ª División Aerotransportada en 2012, Lorance fue acusado con dos cargos de asesinato en segundo grado después de haber ordenado a sus soldados que disparan a tres hombres afganos quienes estaban montados en una motocicleta. Lorance fue encontrado culpable por un consejo de guerra en 2013 y sentenciado a 19 años de prisión después de la sentencia fuera revisada por el oficial al cargo.
Lorance fue encarcelado en el Cuartel Disciplinario en Fort Leavenworth, Kansas para seis años. Fue perdonado por Donald Trump el 15 de noviembre de 2019.

## Primeros años
Lorance nació y fue criado en la pequeña ciudad de Hobart, Oklahoma, y vivió en el Condado de Jackson, Oklahoma. Su padre Tracy es un soldador, y su madre Anna era una ama de casa.
Después de su despliegue en Irak, ingresó a la Universidad de Texas Del norte, y graduándose en 2010, convirtiéndose en el primer licenciado universitario en su familia. Después de esto Lorance vivió en Celeste, Texas, y Mérito, Texas, en Condado de Hunt, Texas.

## Carrera militar
En su 18.º cumpleaños Lorance se enlistó en el Ejército de EE. UU. Este fue enviado primero a Corea del Sur, trabajando dos años como agente de tráfico, y después a Irak, donde sirvió 15 meses vigilando a detenidos. Después de licenciarse de la universidad este fue ascendido a alférez en 2010.
Era un soldado condecorado sin antecedentes de acciones disciplinarias en el ejército, y fue ascendido a primer teniente.  En marzo de 2012, Lorance fue enviado a un pequeño puesto en el sur de  Afganistán con el 4.º Combate de Brigada del equipo de combate, del  73.º Regimiento de Caballería, de la de la 82.ª División Aerotransportada.

### Tiroteo
Otro teniente del Equipo de Combate de la 4.ª Brigada resultó herido en un bombardeo de metralla en la carretera; esta sería un de las cuatro lesiones que sufrió el pelotón en cuestión de días. Lorance, de 28 años, sin ninguna experiencia de combate, fue elegido como su reemplazo y se convirtió en el líder del pelotón del 1.º Pelotón del escuadrón C  En su primer día al mando, y el primer día al frente de una patrulla de combate, el pelotón fue atacado por los insurgentes que viajaban en motocicletas.
En su corto comando, Lorance se involucró en tácticas que atrajeron el escrutinio en su posterior Consejo de guerra. El 30 de junio de 2012, Lorance amenazó a un granjero y a un niño pequeño apuntando con un rifle al niño. El 1 de julio de 2012, Lorance ordenó a dos de sus soldados disparar fuego de hostigamiento contra los aldeanos e instruyó a uno de sus suboficiales que proporcionara un informe falso al TOC (Centro de Operaciones Tácticas).
Temprano al día siguiente, el 2 de julio de 2012, Lorance y su patrulla fueron en su segunda patrulla de combate, con la mayoría de sus dos docenas de soldados a pie. La patrulla entró en el mismo lugar en el que habían sido disparados, en un valle peligroso controlado por los talibanes del distrito de Zhari en la provincia de Kandahar en el sur de Afganistán. El área era peligrosa por actividad insurgente talibana.
En una presentación legal posterior a la condena, un contratista del gobierno de EE. UU., Kevin Huber, afirmó haber observado el área a través de cámaras en un dirigible estacionario. Él escribió: "Vi a tres hombres, en edad de luchar, que seguían a la patrulla estadounidense a una distancia de unos 300 metros (980 pies). En mi experiencia, tenían apariencia de talibanes o combatientes insurgentes porque estaban armados con rifles de asalto AK-47 y usando radios ICOM mientras se movían en paralelo a la pared posterior de la aldea hacia la posición estadounidense". Según el artículo del Army Times que informa sobre el testimonio de Huber, "los registros de la corte no indican que esos motociclistas, si fueran los mismos que Lorance luego ordenó disparar, estaban armados en el momento del tiroteo".

Daniel Gustafson, quien sirvió como sargento mayor del comando del Batallón sobre el pelotón de Lorance, declaró que estaba 100 por ciento seguro de que el pelotón de Lorance estaba siendo seguido para uno ataque inminente. Dijo que: 
"Los tres talibanes montaban la motocicleta que se acercó al pelotón de Lorance desde nordeste... Varios insurgentes utilizaban radios ICOM y maniobraban tomando posiciones al norte y... un motociclista que bajó al oeste fue parado, detenido, y se descubrió que tenía [material explosivo casero] en sus manos".
Tres hombres afganos en una motocicleta miraron el pelotón, y entonces aceleraron hacia él con velocidad inusual, ignorando órdenes para parar.  Lorance dijo que la motocicleta estaba a segundo de sus tropas.  Sus soldados atestiguaron que la motocicleta fue vista aproximadamente a 600 pies (180 m) fuera, y muchos atestiguaron que la motocicleta no podría haber alcanzado la posición del pelotón.  Los abogados de Lorance intentaron poner en duda cuatro de las acusaciones de los soldados, argumentando que se les concedió inmunidad de enjuiciamiento a cambio de su testimonio.  Los otros cinco soldados quién declararon contra Lorance no recibieron inmunidad.
Uno de los soldados bajo cargo de Lorance preguntó si era aceptable de abrir fuego sobre los hombres en la motocicleta, y Lorance, sospechando los hombres que se acercaban eran insurgentes, respondió "sí." El soldado raso David Shilo dijo: "fui dado una orden lícita".   En el juicio el soldado raso Skelton fue atribuido el haber visto la motocicleta y declaró que "no había razón para disparar en ese momento pues no había una intención hostil clara y definitiva y un ataque hostil"
El soldado americano fuego abierto y falló. Luego, los tres afganos se desmontaron y caminaron hacia los soldados de Ejército Nacional afganos que se encontraban al frente de la patrulla mixta estadounidense-afgana, que les indicó a los tres hombres que se fueran. Un segundo soldado estadounidense abrió fuego y mató a dos de los afganos. Lorance dijo más tarde: "Tomé la mejor decisión que pude, dadas las condiciones en el terreno. Tomaría la misma decisión hoy si me enfrentara a esa decisión".

### Procedimientos del tribunal-marcial
Lorance fue acusado nueve meses después, aunque los soldados que dispararon no fueron acusados. Fue juzgado en agosto de 2013 en Fort Bragg, Carolina del Norte. Su juicio fue la segunda vez que un oficial del ejército estadounidense fue acusado de asesinato por muertes en el campo de batalla en las guerras en Irak y Afganistán. Además, solo dos soldados estadounidenses fueron condenados por crímenes en la Segunda Guerra Mundial, la Guerra de Vietnam, y la Guerra coreana combinadas. Nueve miembros de su pelotón testitificarón en su contra.
Lorance nunca testificó en las audiencias de la corte, aunque sí se hizo responsable de las acciones de sus hombres. El abogado de Lorance dijo que las acciones de Lorance estaban justificadas por el nivel de amenaza en ese momento, por la información que le transmitieron los pilotos de helicópteros del ejército de que los insurgentes estaban merodeando en tres lados del pelotón, y por informes de inteligencia de que se suponía que los hombres en motocicletas eran miembros talibanes, lo que lo llevó a creer que los hombres en la motocicleta eran terroristas suicidas talibanes y una amenaza inminente.
Al final de un juicio de tres días, en agosto de 2013, Lorance, de 28 años, fue declarado culpable por un juez militar de dos cargos de asesinato en segundo grado, obstrucción de la justicia y otros cargos "relacionados con un patrón de amenaza e intimidantes acciones hacia los afganos" como líder del pelotón.  Fue sentenciado a 20 años en prisión, la anulación de toda paga, y despido del Ejército.

#### Apelaciones y desarrollos posteriores a la condena

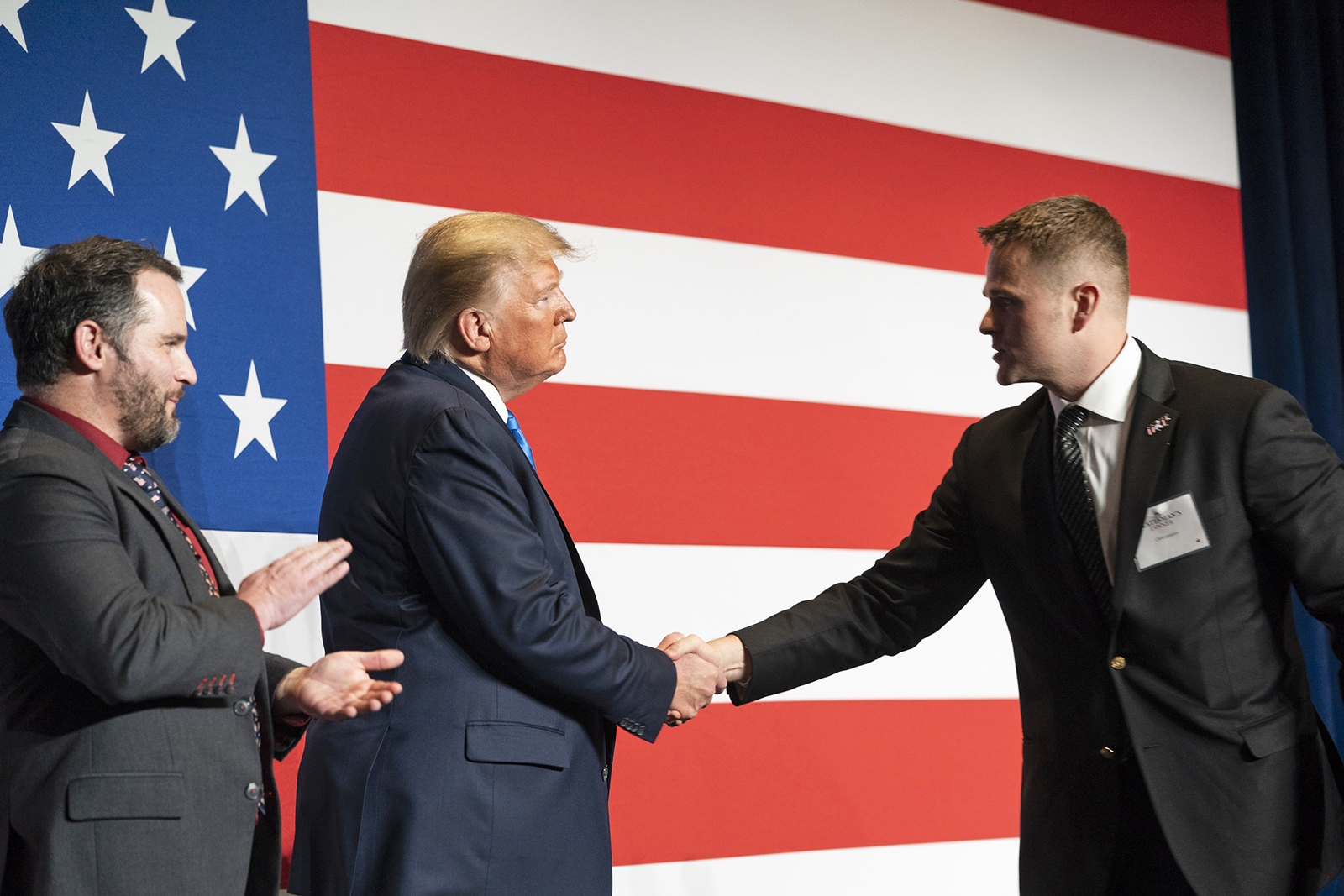
Lorance saludando al presidente Donald Trump en diciembre de 2019

En diciembre de 2014, un abogado de Lorance presentó alegatos que reclamaban que Lorance fue víctima de mala conducta judicial. El 5 de enero de 2015, el comandante general de la 82.º División Aerotransportada, el general mayor Richard D. Clarke, completó una revisión y ratificó la condena de Lorance y redujo un año de la sentencia original de Lorance de 20 años de prisión debido a un retraso posterior al juicio.
En enero de 2015, seguidores de Lorance crearon una petición en el sitio web de la Casa Blanca pidiéndo a la administración de Obama un perdón Presidencial para Lorance. Recibió 124,966 firmas. La Casa Blanca declinó hacer comentarios sobre los detalles, diciendo que las solicitudes de clemencia ejecutiva por delitos federales deben dirigirse a la Oficina del Fiscal de Perdón en el Departamento de Justicia de los Estados Unidos.
Patriotas americanos unidos (UAP), una organización sin ánimo de lucro que busca asegurar que soldados de EE. UU. acusados con delitos de guerra estén tratados justamente por el sistema de justicia militar, ayudó a iniciar una apelación nueva para Lorance. El CEO David Gurfein, un Lugarteniente del Cuerpo de Marines, dijo que UAP revisa casos en los cuales fueron están preguntados para asistir, pero limita su soporte a aquellos casos en qué UAP cree el acusado no podría ser recibiendo un proceso previsto.
En septiembre de 2015, los abogados defensores presentaron una petición ante la Corte de Apelaciones Criminales del Ejército de los EE. UU para un nuevo juicio, argumentando las pruebas que vinculaban a los dos afganos asesinados con las redes terroristas. Argumentaron que evidencia biométrica mostró que uno de los hombres en la motocicleta estuvo enlazado a un incidente con un dispositivo explosivo improvisado con anterioridad al tiroteo, un segundo jinete era también implicado en un ataque insurgente, y el tercer jinete estuvo conectado a una acción hostil en contra tropas de EE. UU. Sin embargo, el tribunal dictaminó en junio de 2017 que las pruebas no se habrían permitido en el juicio, e incluso si lo hubiera hecho, no habrían ayudado al caso de Lorance.
En 2017 el Partido Republicano de Luisiana aprobó una resolución unánime en apoyo de la exoneración de Lorance, esta decía: "El primer teniente Lorance tomó la decisión rápida pero inmediata de ordenar a sus hombres que dispararan contra una motocicleta disparando hacia su patrulla vulnerable, ya que los informes de inteligencia habían demostrado que esto era una método común de ataque de los talibanes contra las tropas estadounidenses".
Uno de los abogados defensores, abogado y autor de Lorance, Don Brown, publicó un libro en 2019 titulado Travesty of Justice: The Shocking Prosecution of Lt. Clint Lorance. En él argumentó que el Ejército no permitió que el jurado considerara pruebas que demostraran que los soldados del Ejército Nacional afgano que acompañaban a la patrulla de Lorance comenzaron a disparar primero a la motocicleta, y que el Ejército mantuvo pruebas biométricas del jurado que sugerían que los motociclistas eran fabricantes de bombas para talibanes. Brown frecuentemente pidió a través de Fox News que el presidente Donald Trump liberara y exonerara a Lorance.
En 2019, el caso de Lorance fue presentado en la serie documental Leavenworth de Starz.

## Perdón

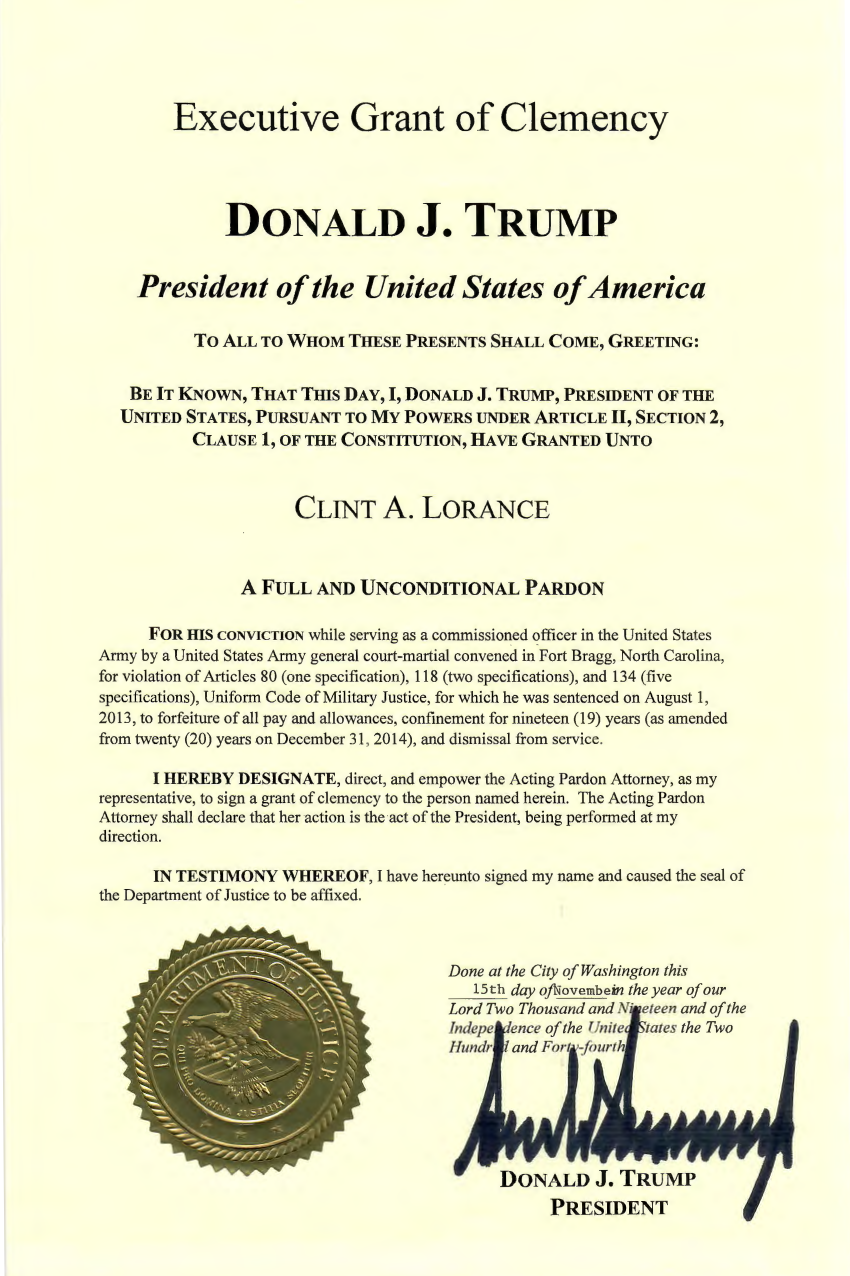
Perdón de Clint Lorance

El 15 de noviembre de 2019, el presidente Trump firmó una concesión ejecutiva de clemencia que otorgaba clemencia a Lorance, consistente en un indulto completo, y ordenó la liberación de Lorance después de haber pasado seis años en prisión.
Secretario de Prensa de Casa Blanca Stephanie Grisham dijo en una declaración: "El Presidente, como comandante al mando, es en última instancia responsable de garantizar que se aplique la ley y, cuando sea apropiado, que se otorgue misericordia. Estas acciones están en consonancia con esta larga historia. Como el Presidente ha declarado, 'cuando nuestros soldados tengo que luchar por nuestro país, quiero darles la confianza para luchar'".
Explicando la razón para el perdón, la Casa Blanca escribió: "... solo unos días después de que el teniente Lorance tomara el mando de su pelotón en una de las zonas de batalla más peligrosas en Afganistán, una motocicleta con tres hombres se acercó a él y a sus hombres con una velocidad inusual. En circunstancias difíciles y priorizando la vida de las tropas estadounidenses , Lorance ordenó que sus hombres se comprometieran, y dos de los tres hombres fueron asesinados".
Además señaló que: "Muchos estadounidenses han buscado clemencia ejecutiva para Lorance ... incluyendo lo senadores Bill Cassidy y John Kennedy (político de Luisiana), y los representantes Steve Scalise, Garret Tumbas, Duncan Hunter, Paul Gosar, Adam Kinzinger, Scott Perry, Brian Babin, Neal Dunn, Michael Vals, Louie Gohmert, Daniel Webster, Steve King, Ralph Norman, Mark Prados, Clay Higgins, Ralph Abraham, Mike Johnson, y Jody Hice." Trump describió a Lorance como un héroe que operó en circunstancias difíciles en circunstancias difíciles.
Entrevistado sobre su liberación, Lorance dijo: "Estoy muy feliz de ser estadounidense. Un soldado o miembro del servicio que sepa que sus comandantes los aman irá a las puertas del Infierno por su país y los derribará."

## Sugerencias
- Michael Behenna, Ejército de EE. UU. anteriores primer lugarteniente condenado de 2008 asesinato durante ocupación de Irak; sentenciado a 25 encarcelamiento de años; recibido un perdón de Triunfo de Presidente en 2019.
- Derrick Miller, sargento de Ejército de los EE. UU. sentenciado a vida en prisión por el asesinato premeditado de un civil afgano durante un interrogatorio en el campo de batalla; concedido libertad condicional y liberado después de 8 año